# إريك بوتنر
إريك بوتنر (بالألمانية: Erich Büttner)‏ (و. 1889 – 1936 م) هو رسام ألماني، ولد في برلين، شارك في الألعاب الأولمبية الصيفية 1932، والألعاب الأولمبية الصيفية 1928، توفي في فرايبورغ، عن عمر يناهز 47 عاماً.

## روابط خارجية
- إريك بوتنر على موقع أوليمبيديا (الإنجليزية)